# Alexander Deilert
Alexander Deilert, född 10 februari 1989 i Stockholm, var en svensk professionell ishockeyspelare. Deilert är kusin med ishockeymålvakten Sebastian De Massa och bror till den professionella golfaren Isabella Deilert.
Hans moderklubb är FOC Farsta. Säsongen 2005/2006 spelade Deilert TV-pucken för Stockholms län och laget slutade på 3:e plats i turneringen. Deilert var den back som noterades för flest assist i hela turneringen och han blev tilldelad Lill-Strimmas stipendium som turneringens bästa back.
Under säsongen 2011/2012 meddelade Deilert att han skrivit på för SC Riessersee i den tyska andraligan.
Han spelade tidigare även golf på tredje högsta nivå i sin klubb och blev bland annat 5:a i KM en gång, men satsar numera fullt ut på ishockeyn. Efter en långtidsskada som Deilert ådrog sig så meddelade han efter säsongen 22/23 att han lägger skridskorna på hyllan.